# Lilian Ferrier
Lilian Ferrier is een Surinaams kinderpsycholoog en politicus. Van 2018 tot 2020 was zij minister van Onderwijs, Wetenschap en Cultuur.

## Biografie
Ferrier is het nichtje van Johan Ferrier, de laatste gouverneur en eerste president van Suriname. Ze studeerde klinische en ontwikkelingspsychologie aan de universiteit van Leiden.
In 1977 ging ze terug naar Suriname en werkte tot 1999 voor de overheid als psycholoog. Ze begon bij het Medisch Opvoedkundig Bureau en werkte daarna voor het programma voor vroeg ouderschap (Early Childhood Development; ECD). Dit programma maakte eerst deel uit van het ministerie van Onderwijs en werd later in een breder perspectief voortgezet bij het ministerie van Sociale Zaken. Vervolgens maakte ze deel uit van de stuurgroep voor Jeugdbeleid die een Jeugdraad van Suriname oprichtte. Hiervan uit kunnen jongeren advies uitbrengen aan de regering. In 1989 was ze de coördinator voor de psychologische hulpverlening aan de nabestaanden van de SLM-ramp bij Zanderij.
Rond 1999 kreeg ze de leiding over het Bureau Kinderontwikkeling (BKO), het uitvoerend orgaan van de ngo Foundation for Human Development. In 2014 werd ze voor haar 35 jaar lange inzet voor een socialere omgang met kinderen onderscheiden met de pioniersprijs van de Caraïbische Associatie van Nationale Organisaties van Psychologen (CANPA). Tijdens haar jaren als adviseur kreeg ze de bijnaam iron lady (ijzeren dame).
In april 2018 nam zij het roer over van Robert Peneux op het ministerie van Onderwijs, Wetenschap en Cultuur. Zij was toen een van de vijf ministers die tussentijds een ministerspost overnam in het tweede kabinet Bouterse. Ze bleef aan tot de kabinetswisseling in 2020.
Zij is tevens de moeder van Robert-Gray van Trikt, ex-governor van de Centrale Bank van Suriname.